# Cholera
Cholera is een infectieziekte veroorzaakt door de bacterie Vibrio cholerae. De ziekte wordt vooral overgebracht door vervuild drinkwater of voedsel. Het belangrijkste kenmerk van de ziekte is ernstige diarree en uitdroging. De incubatietijd van de bacterie kan variëren van zes uur tot twee dagen.

## Besmetting
De miasmatheorie waarvan men lang uitging bij besmettelijke ziekten zoals cholera werd pas in de tweede helft van de negentiende eeuw losgelaten. Florence Nightingale beriep zich er nog op bij het voorschrijven van regelmatige luchtverversing in hospitalen. De ziekte wordt echter overgebracht via besmet water. Mensen krijgen dit binnen door ervan te drinken of door het eten van groente die in besmet water is gewassen. Een andere besmettingsbron is het eten van rauwe vis die in vervuild water heeft gezwommen. Ook door huidcontact met ontlasting of braaksel van een patiënt kan men besmet worden.
Om de ziekte te voorkomen moet men hygiënisch te werk gaan, oppassen met rauw eten, onzuiver water en ijs.

## Verloop
In 85 procent van de gevallen verloopt de ziekte zonder symptomen. Maar als de symptomen zich wel voordoen, kan de ziekte ernstige gevolgen hebben. De eerste verschijnselen die na besmetting optreden zijn misselijkheid, braken, buikpijn en plotseling opkomende waterige diarree. Doordat er daarbij zeer veel vocht verloren gaat, komt de dood door uitdroging veel voor. Na 24 uur kan een cholerapatiënt al uitgedroogd zijn. De meeste slachtoffers vallen onder zuigelingen en bejaarden. Deze twee groepen zijn het kwetsbaarst doordat bij baby's het immuunsysteem nog niet voldoende is ontwikkeld en het bij bejaarden in mindere mate functioneert.
Dat het stadium van uitdroging aangebroken is, is onder andere te zien aan een droge mond, minder traanvocht, diepliggende ogen, extreme vermoeidheid en een visachtige geur van de ontlasting. Als cholera in deze fase niet of niet afdoende behandeld wordt, kunnen levensbedreigende complicaties optreden. De uitdroging kan een shock tot gevolg hebben, tijdens een shock daalt de bloeddruk snel en ernstig, belangrijke organen krijgen daardoor onvoldoende bloed en kunnen niet meer goed werken.

## Behandeling
Met een snelle en juiste behandeling is de kans op overlijden gering, rond de 1%. De behandeling bestaat in het eerste stadium uit het toedienen van vocht om zo uitdroging te voorkomen. Naast het toedienen van vochtoplossingen of ORS, via de mond of via een infuus als de patiënt niet in staat is om de oplossing op te drinken, kunnen er antibiotica toegediend worden.

## Epidemieën

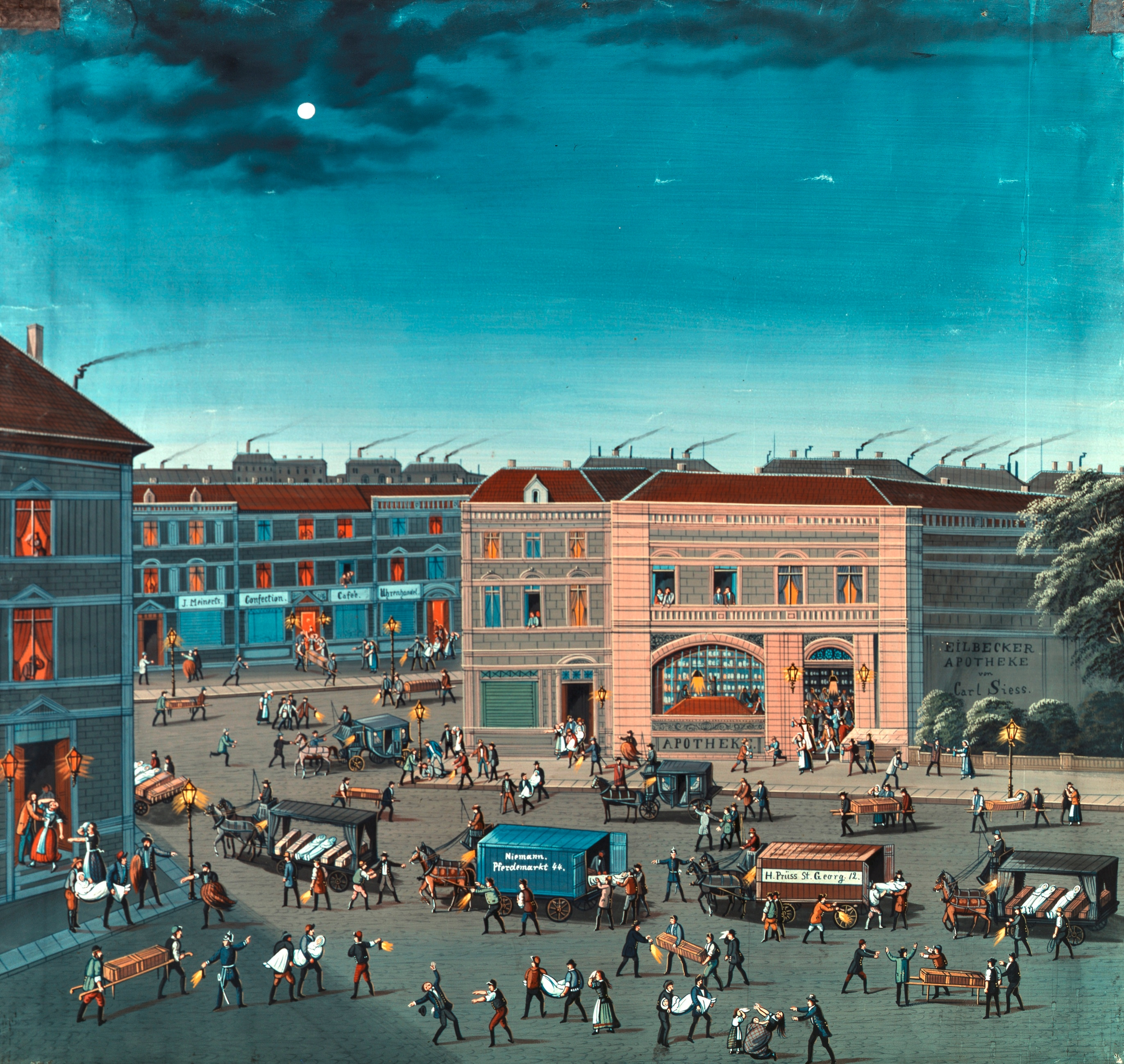
Uitbraak van cholera in Hamburg (1892)

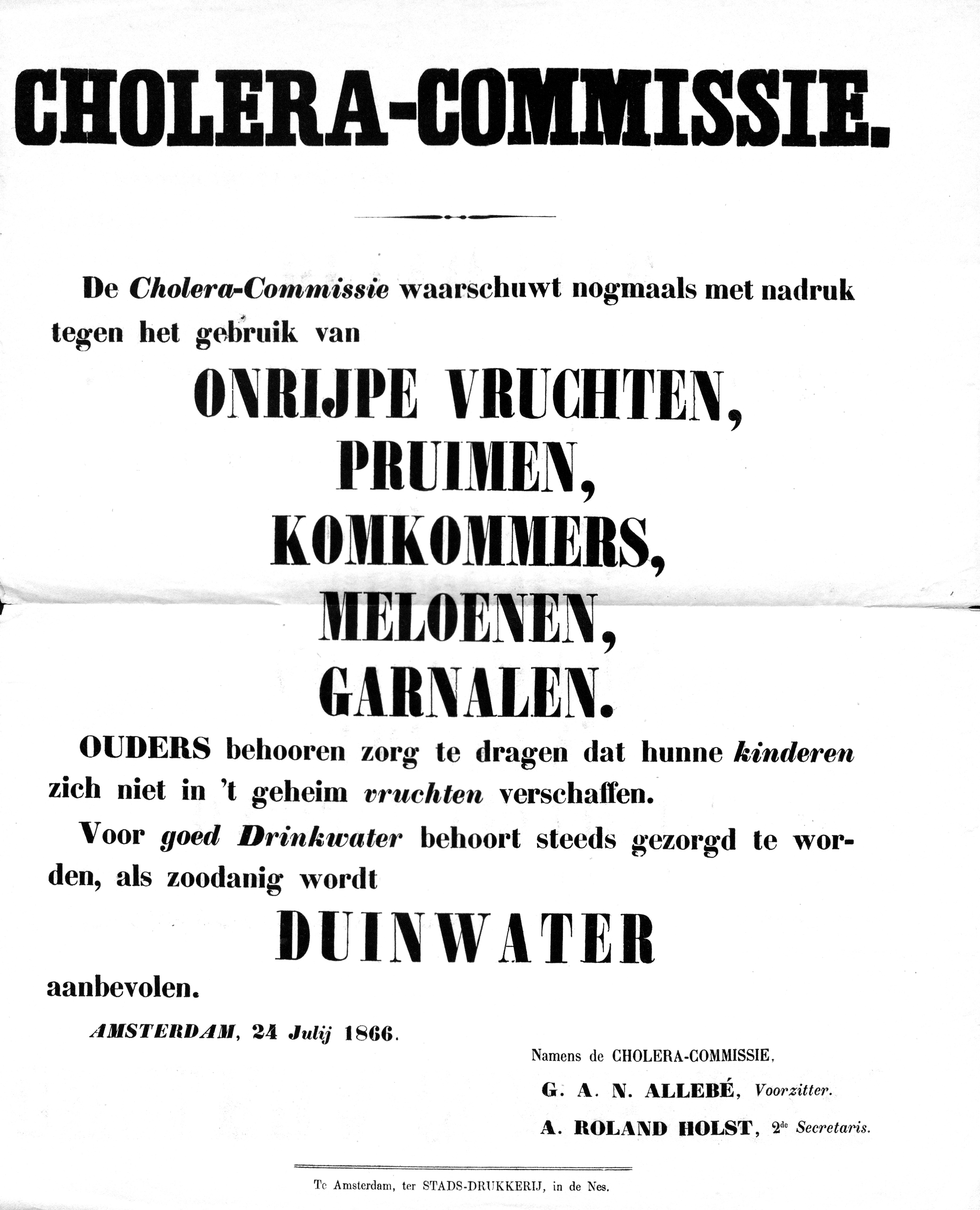
Amsterdams pamflet dat waarschuwt tegen de besmetting met cholera (1866)

Sinds 1800 werden er zeven pandemieën van cholera geteld, waarvan de laatste zich voordeed tussen 1961 en 1975.

### 19e eeuw
Cholera was reeds voor de 19e eeuw bekend in India, specifiek in Bengalen. In 1817 verspreidde de ziekte zich buiten laatstgenoemd gebied. Rond 1830 bereikte de ziekte via Rusland Europa. Van 1881 tot 1896 maakte volgens dr. A.J. Wall de cholera-epidemie 250.000 slachtoffers in Europa en minstens 50.000 in Amerika. Cholera eiste 267.890 levens in Rusland (1892); 120.000 in Spanje; 90.000 in Japan en 60.000 in Perzië. In Egypte eiste cholera meer dan 58.000 levens. De uitbraak van 1892 in Hamburg, Duitsland doodde 8600 mensen. Hoewel algemeen schuldig bevonden aan het om zich heen grijpen van de epidemie bleef het stadsbestuur grotendeels onveranderd. Dit was de laatste ernstige uitbraak van cholera in Europa.
Hoewel in 1844 in een roman al verband was gelegd tussen cholera en besmet drinkwater, werd dit verband pas in 1849 in het Essay on the Mode of Communication of Cholera door de Britse arts-wetenschapper John Snow voor het eerst in de medische wereld onderkend. In 1855 werd de tweede versie uitgegeven. Daarin staat een gedetailleerd onderzoek naar de invloed van besmet water uit een waterpomp op Broadstreet op de epidemie die in 1854 in Londen plaatsvond. Mensen die dicht bij die waterpomp woonden (en hun water dus daar haalden) raakten veel vaker besmet dan elders. Tijdens de industriële revolutie waren er in Engeland veel infecties van cholera. Dit had ermee te maken dat mensen onder heel slechte omstandigheden leefden, zo waren er geen waterleidingen of rioleringen en de uitwerpselen van mensen en dieren kwamen direct in beerputten terecht. Als iemand in de familie cholera kreeg was diarree een gevolg, door de diarree kwam uitdroging voort. Mocht iemand dan drinken uit de vieze tonnen of dergelijke, dan werden ze nog zieker. Pas aan het einde van de industrialisatie liet de Engelse regering waterleidingen en rioleringen aanleggen.
Nog in 1866 waarschuwde een in Amsterdam verspreid pamflet tegen het eten van onrijpe vruchten, pruimen en komkommers. Ook 'zedeloosheid' onder de armen werd wel als oorzaak gezien.

#### België
België kende in de 19e eeuw zeven epidemieën van cholera. De ziekte bereikte in 1849 Antwerpen met meer dan 1000 doden alleen al in het Sint-Elisabethgasthuis. In totaal telde België in dat jaar 23.027 doden. De epidemie van 1866 was de zwaarste en veroorzaakte 43.400 doden. In Gent, waar men nog onvoldoende maatregelen genomen had, vielen er toen 2.769 doden.

#### Nederland
Een in 1831 ingestelde staatscommissie stuurde artsen naar het choleragebied in Duitsland. Deze groep kwam met de aanbevelingen: bouw cholerahospitalen, stel wijkcommissies in en begraaf de slachtoffers buiten de steden. Choleracommissies werden van rijkswege ingesteld en bestonden uit geneesheren, apothekers en gezaghebbende burgers; twee leden per commissie moesten 24 uur per dag bereikbaar zijn. Taken van de commissie waren: woningen laten ontsmetten, zieken in een cholerahospitaal op laten nemen, doden kisten en in gesloten koetsen naar speciale begraafplaatsen vervoeren.
In Nederland werd in 1832 in Scheveningen cholera geconstateerd. Bij deze eerste cholera-epidemie in Nederland in 1832 en 1833 overleden 10.108 personen. In de zomer van 1849 heerste er een grote cholera-epidemie die begon in Zaandam. In het bedelaarsgesticht te Veenhuizen alleen al waren 332 zieken, van wie er 176 overleden. In totaal vielen dat jaar in Nederland 23.267 doden. In 1866 maakte een epidemie in Nederland 21.000 slachtoffers. In Amsterdam waren, dankzij de 10 jaar eerder begonnen distributie van duinwater, relatief veel minder doden te betreuren: 1.151 tegenover ruim 2000 in Utrecht, dat viermaal zo klein was.

### Na 1900
- In 1994 was er een grote cholera-uitbraak in Rwanda. Bijna 1 miljoen vluchtelingen waren in Goma tijdens de genocide-oorlog van de FAR toen er een grote epidemie uitbrak in de stad, circa 12.000 mensen overleden hieraan.[15]
- In 2008 en 2009 maakte een cholera-epidemie in Zimbabwe minstens 4000 slachtoffers.
- In 2010 en 2011 was er een uitbraak van cholera in Haïti. Hierbij zijn circa 500.000 mensen ziek geworden en meer dan 7000 zijn eraan overleden.
- In 2011 was er opnieuw een uitbraak van cholera in de Dominicaanse Republiek. Er waren circa 500 gasten ingevlogen voor een trouwfeest. Ze hadden onder andere kreeft te eten gekregen die besmet was met cholera die even daarvoor in Pedernales, Haïti was gevangen waar in 2010 de cholera was uitgebroken.[16]
- In 2017 was er een cholera-uitbraak in Jemen.[17]
- Na de doortocht van de tropische cycloon Idai in maart 2019 brak cholera uit in Beira in Mozambique.
- 2022: cholera-uitbraak in Malawi is de ergste in 10 jaar.[18]

## Trivia

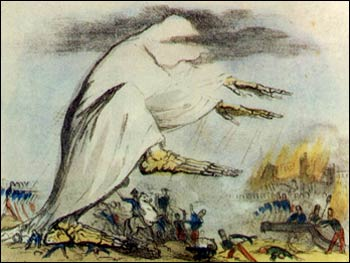
Cholera in de kunst

- Cholera komt voor als klere in een Nederlandse verwensing: Krijg de klere. (Ook wel: Krijg de kolere.)